# Jednotkový vektor

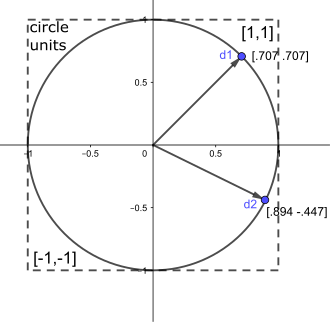
Jednotkový vektor v rovině. Spojením jakéhokoliv bodu jednotkové kružnice s jejím středem vzniká jednotkový vektor.

V matematice, respektive v jejím podoboru nazývaném lineární algebra, se v normovaném vektorovém prostoru rozumí jednotkovým vektorem každý vektor, jehož norma (často označovaná zkrátka za délku) je rovna jedné.

## Vlastnosti
Normovaný vektor {\displaystyle {\boldsymbol {\hat {u}}}} nenulového vektoru {\displaystyle {\boldsymbol {u}}}, tedy jednotkový vektor stejného směru, lze získat (skalárním) dělením vektoru jeho normou, tedy:
{\displaystyle {\boldsymbol {\hat {u}}}={\frac {\boldsymbol {u}}{\|{\boldsymbol {u}}\|}}}
V eukleidovském prostoru je skalární součin dvou jednotkových vektorů roven kosinu úhlu, který svírají, což plyne okamžitě z patřičné definice.

## Využití
Jedním z typických využití jednotkových vektorů je jejich využití v ortonormální bázi. Při standardním postupu hledání ortonormální báze se v rámci procesu
Gramovy-Schimdtovy ortogonalizace při hledání ortogonální báze zároveň provádí normování vektorů, která zachovává jejich ortogonální směr, ale sjednocuje jejich délku na jedna. Nejběžnějším příkladem takovým bází jsou báze
kartézské soustavy souřadnic.